# Oultem
Oultene (în arabă ولتام) este o comună din provincia M'Sila, Algeria.
Populația comunei este de 2.289 de locuitori (2008).